# 周辉春
周辉春（1939年3月—2020年11月4日），男，黑龙江东宁（一说山东胶州）人，中国政治人物，曾任中共黑龙江省委副秘书长、省委办公厅主任，佳木斯市人民政府市长等职。

## 生平
1939年3月出生（一说1941年3月），1955年8月参加工作，1958年10月加入中国共产党。1960年就读于东北师范大学中文系。曾任东宁县大胜川公社团委书记、东宁县团委副书记。1964年6月，在中国共产主义青年团第九次全国代表大会当选第九届中央委员会候补委员。1966年9月，当选东宁县团委书记。1966年末，受文化大革命的冲击，共青团组织陷入瘫痪，被迫停止工作。
1973年2月，参加共青团牡丹江地区第一次代表大会，当选常委、副书记（至1973年9月）。1973年5月至1976年12月，担任共青团黑龙江省委办公室主任。之后担任中共黑龙江省委工交政治部调研室副主任。1980年进入大连工学院西方企业管理研究生班、日本企业管理诊断技术培训中心学习。历任黑龙江省经委企业管理处处长，黑龙江省第二轻工业厅副厅长，黑龙江省轻工业厅常务副厅长、党组副书记，黑龙江省劳动局局长、党组书记等职。还担任东北亚经济技术研究会副理事长、中华全国工业合作协会理事、全国劳动经济学会理事等职。
1991年3月20日，任中共佳木斯市委副书记。1991年4月30日，任佳木斯市代理市长。到任还不到三个月就大胆提出并实施加紧全方位对外开放，尽快把佳木斯建成东北亚中心贸易城市的战略构想。1992年3月15日，佳木斯市第十届人民代表大会第六次会议选举周辉春为佳木斯市人民政府市长。1992年10月15日，周辉春离任。其后担任中共黑龙江省委副秘书长、办公厅主任，亚太地区国际生态安全基金会执行主席，中国国际工业合作协会理事，中国发展战略学研究会专家委员会委员等职。2004年5月退休。
2020年11月4日凌晨1点45分，周辉春在哈尔滨医科大学第三临床医学院逝世，享年81岁。